# Herb Alpert
Herb Alpert, właśc. Herbert Alpert (ur. 31 marca 1935 w Los Angeles) – amerykański trębacz, kompozytor, autor piosenek, piosenkarz, producent muzyczny, malarz, rzeźbiarz i aranżer odznaczony Narodowym Medalem Sztuk.

## Życiorys
Założyciel i właściciel (wraz z Jerrym Mossem) wytwórni płytowych A&M Records i Almo Sounds.
Po sukcesie pierwszego albumu Herb Alpert & The Tijuana Brass i propozycjami koncertów Alpert zdecydował się na współpracę z muzykami sesyjnymi – na albumie The Lonely Bull wszystkie partie instrumentów dętych wykonywane były tylko przez niego (lub przy pewnej pomocy syntezatora). W ten sposób powstał zespół nazywany Herb Alpert & the Tijuana Brass, Herb Alpert's Tijuana Brass lub tylko TJB.
Alpert nazywany jest królem stylu ameriachi, nawiązującego do muzyki meksykańskiej. Współpracował m.in. z Burtem Bacharachem, Samem Cooke'em, Carole King, The Carpenters, Joe Cockerem. Zdobył 8 nagród Grammy. Jego twórczość obejmuje takie style jak: jazz, muzyka latynoamerykańska, funk, pop, R&B.
W 2006 wraz z Jerrym Mossem został wprowadzony do Rock and Roll Hall of Fame.

## Dyskografia (wybór)
- The Lonely Bull (1962)
- Herb Alpert's Tijuana Brass Volume 2 (1963)
- South of the Border (1964)
- Just You and Me (1976)
- Herb Alpert/Hugh Masekela (1978)
- Main Event Live! (1978)
- Rise (1979)
- Beyond (1980)
- Magic Man (1981)
- Fandango (1982)
- Blow Your Own Horn (1983)
- Wild Romance (1985)
- Classics Volume 1 (1987)
- Keep Your Eye On Me (1987)
- Under a Spanish Moon (1988)
- My Abstract Heart (1989)
- North on South St. (1991)
- The Very Best Of Herb Alpert (1991)
- Midnight Sun (1992)
- Second Wind (1996)
- Passion Dance (1997)
- Definitive Hits (2001)